# Lucia Fairchild Fuller

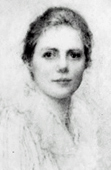
Selbstbildnis von Lucia Fairchild Fuller

Lucia Fairchild Fuller (* 6. Dezember 1870 in Boston, Massachusetts; † 21. Mai 1924 in Madison, Wisconsin) war eine US-amerikanische Malerin, die insbesondere für ihre Miniaturporträts bekannt wurde.

## Leben

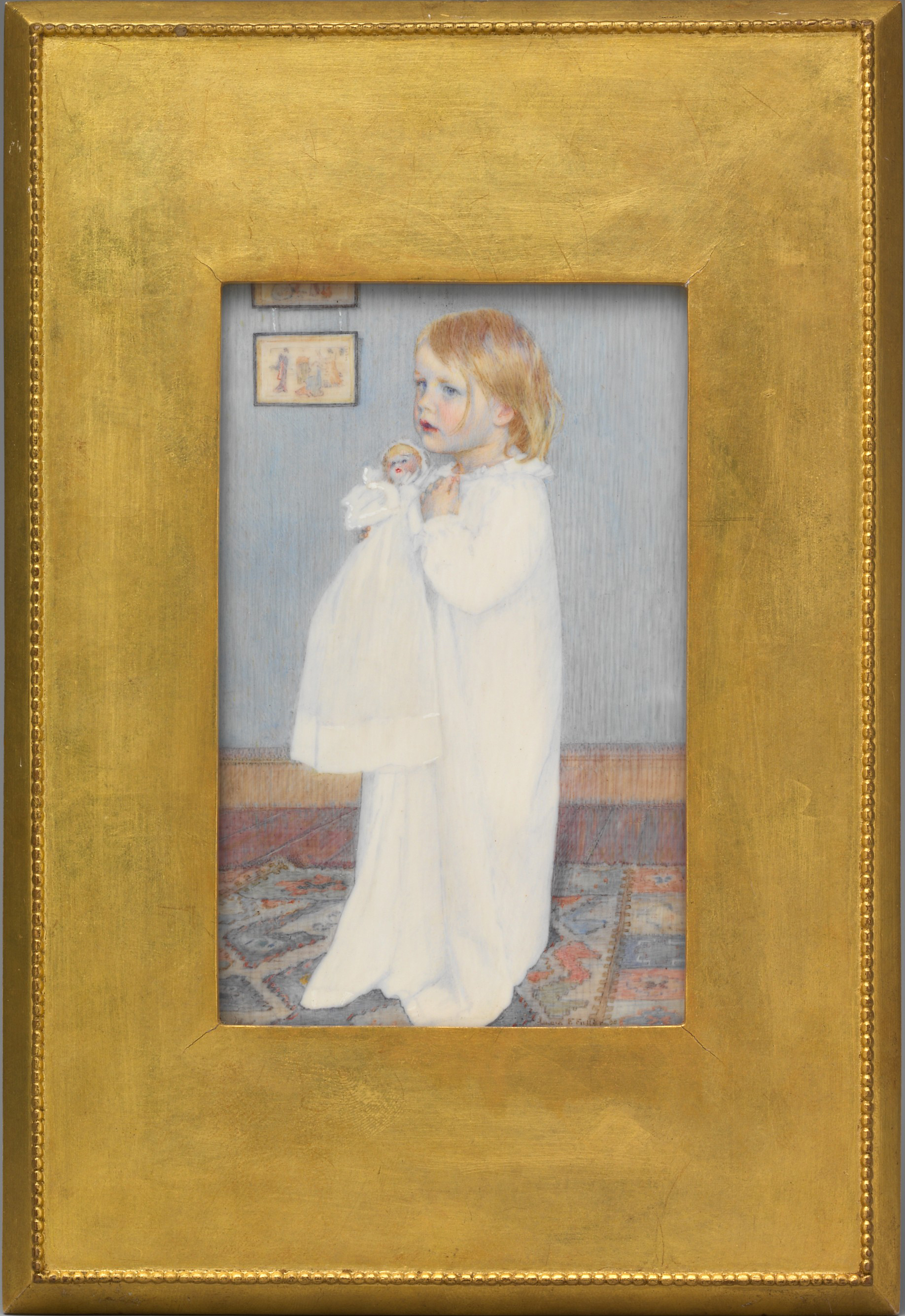
Lucia Fairchild Fuller: Clara, 1898 (Aquarell auf Elfenbein)

Lucia Fairchild wurde in eine wohlhabende und kulturell einflussreiche Familie in Boston geboren. Ihr Vater war Bankier und Investor, ihre Mutter Dichterin. Trotz anfänglichem Widerstand ihres Vaters begann sie ein Kunststudium, zunächst bei Dennis Miller Bunker in Boston und später an der Art Students League of New York bei H. Siddons Mowbray und William Merritt Chase. Ihre frühe künstlerische Ausbildung umfasste klassisches akademisches Zeichnen, und bereits in jungen Jahren zeigte sie außergewöhnliches Talent. Lucia Fairchild begann ihre Karriere als Wandmalerin und erhielt bereits mit 20 Jahren den Auftrag für ein Wandgemälde auf der World’s Columbian Exposition 1893 in Chicago. Infolge finanzieller Schwierigkeiten nach einem Börsenkrach spezialisierte sie sich auf Miniaturmalerei. Lucia Fairchild war eine führende Kraft in der Wiederbelebung dieses Genres in den USA und gründete die American Society of Miniature Painters. Ihre Werke fanden Anerkennung auf bedeutenden Ausstellungen, und das Metropolitan Museum of Art erwarb 1915 eines ihrer Gemälde.  

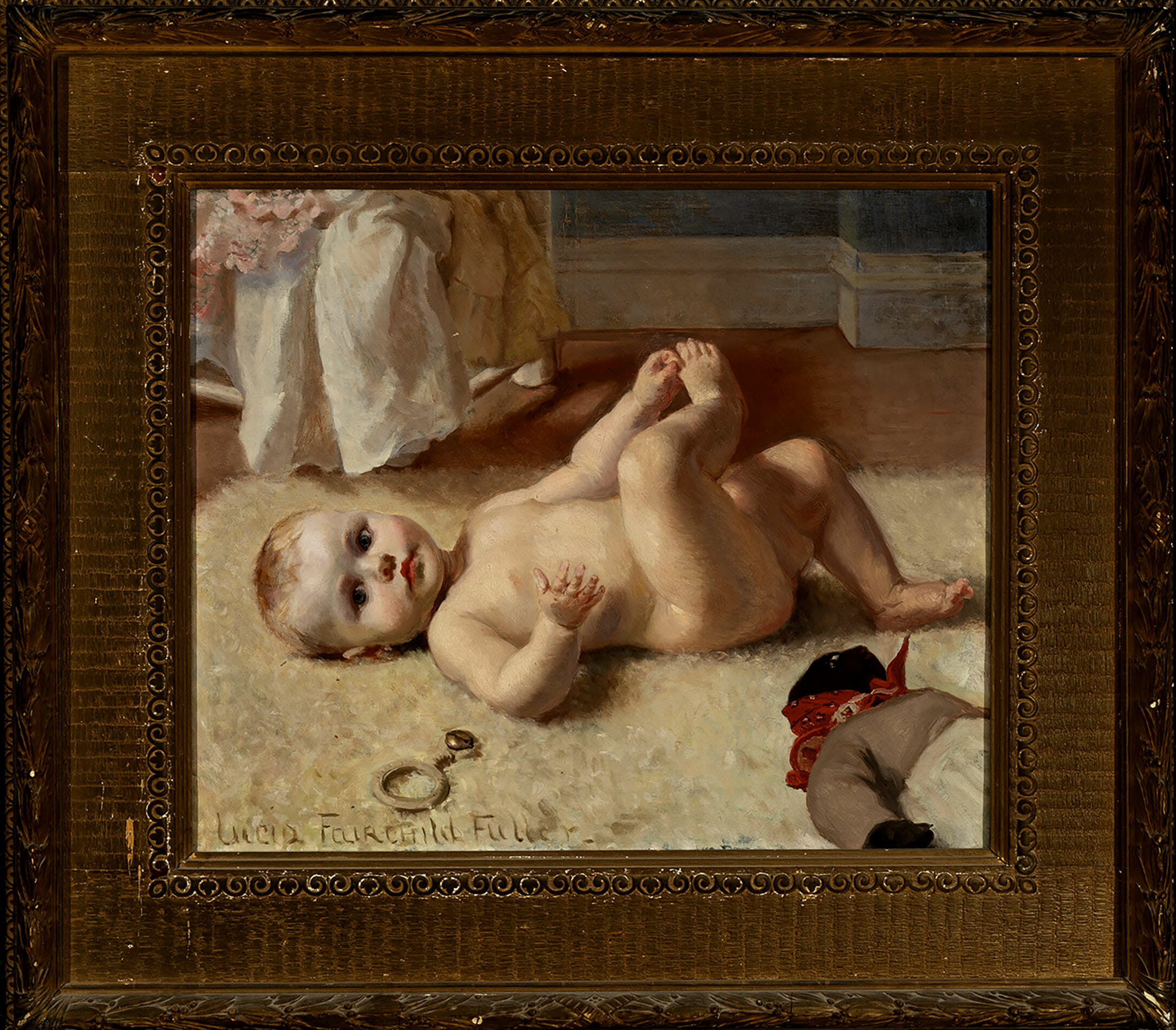
Lucia Fairchild Fuller: The Baby

1893 heiratete sie den Künstler Henry Brown Fuller, mit dem sie zwei Kinder hatte. Die Ehe war von wirtschaftlichen Schwierigkeiten und persönlichen Differenzen geprägt. Während ihr Mann kommerzielle Arbeiten ablehnte, arbeitete sie unermüdlich, um die Familie zu ernähren. Sie war Mitglied der Cornish Art Colony, einer Künstlergemeinschaft in New Hampshire, wo sie als Modell für die Werke ihres Mannes sowie für Thomas Dewing fungierte. Lucia Fairchild Fuller litt zunehmend unter den Symptomen einer Krankheit, die später als Multiple Sklerose diagnostiziert wurde. Trotz gesundheitlicher Einschränkungen blieb sie künstlerisch aktiv, bis ihre Krankheit sie arbeitsunfähig machte. Sie starb 1924 im Alter von 51 Jahren an den Folgen einer Lungenentzündung.
Lucia Fairchild Fullers Miniaturen gewannen Medaillen auf der Pariser Ausstellung 1900 und auf der Pan-American Exposition 1901 in Buffalo, New York. Lucia Fairchild Fuller gilt als eine der bedeutendsten Miniaturmalerinnen ihrer Zeit. Ihre Werke befinden sich heute in mehreren Museen, unter anderem im Metropolitan Museum of Art. Ihr Leben spiegelt die Herausforderungen und Erfolge von Künstlerinnen in einer Zeit wider, in der Frauen noch um Anerkennung in der Kunstwelt kämpfen mussten.